# Kaká
»Kaká« (s polnim imenom Ricardo Izecson dos Santos Leite), brazilski nogometaš, * 22. aprila 1982, Gama, Brazilija.
Kaká je brazilski nogometaš, napadalni igralec sredine brazilske reprezentance in španskega kluba Real Madrid. Z brazilsko reprezentanco je osvojil svetovno prvenstvo leta 2002. Leta 2007 pa je kot igralec Milana osvojil Ligo Prvakov. Dobil je mnogo priznanj in nagrad za najboljšega igralca na svetu. Kaká je tudi eden od legendarnih igralcev AC Milana. V svetovni prestolnici mode je nosil dres s številko 22. Ob prihodu v špansko prestolnico se je poškodoval in potem nikoli več ni ujel stare forme. Leta 2007 je prejel zlato žogo.